# EN 12094
Die Normenreihe EN 12094 Ortsfeste Brandbekämpfungsanlagen – Bauteile für Löschanlagen mit gasförmigen Löschmitteln ist eine Reihe europäischer Normen zu Bauteilen von Gaslöschanlagen. Diese Normen definieren Produkteigenschaften, Prüfverfahren und Leistungskriterien, nach denen die Wirksamkeit und Zuverlässigkeit der Bauteile von Gaslöschanlagen bewertet und erklärt werden können.
Viele Normen der EN 12094 Reihe sind Harmonisierte Normen unter der Bauproduktenverordnung EU 305/2011 (BauPVO).
Der Anhang ZA der harmonisierten Normen legt fest, welche Abschnitte der Norm für die Zwecke der BauPVO angewendet werden, und beschreibt die zweistufige Zertifizierung:
- Bescheinigung der Leistungsbeständigkeit für das Produkt (Produktzertifizierung) und
- Bescheinigung der Konformität der werkseigenen Produktionskontrolle (WPK-Zertifizierung).[1]

Die EN 12094 ist übernommen:
- in Deutschland als DIN EN 12094
- in Österreich als ÖNORM EN 12094
- in der Schweiz als SN EN 12094.

Die EN-12094-Reihe wurde erarbeitet vom Technischen Komitee CEN/TC 191 „Ortsfeste Brandbekämpfungsanlagen“. In Deutschland ist der DIN-Normenausschuss Feuerwehrwesen (FNFW) zuständig.

## Teile der Reihe
Die EN 12094 Normenreihe setzt sich aus den folgenden Teilen zusammen:
- EN 12094-1: Anforderungen und Prüfverfahren für automatische elektrische Steuer- und Verzögerungseinrichtungen (2003-07)
- EN 12094-2: Anforderungen und Prüfverfahren für nicht elektrische automatische Steuer- und Verzögerungseinrichtungen (2003-07)
- EN 12094-3: Anforderungen und Prüfverfahren für Handauslöseeinrichtungen und Stopptaster (2013-06)
- EN 12094-4: Anforderungen und Prüfverfahren für Behälterventilbaugruppen und zugehörige Auslöseeinrichtungen (2004-10)
- EN 12094-5: Anforderungen und Prüfverfahren für Hoch- und Niederdruck-Bereichsventile und zugehörige Auslöseeinrichtungen (2006-07)
- EN 12094-6: Anforderungen und Prüfverfahren für nicht-elektrische Blockiereinrichtungen (2006-07)
- EN 12094-7: Anforderungen und Prüfverfahren für Düsen für CO2-Anlagen (2001-03/A1:2005-04)
- EN 12094-8: Anforderungen und Prüfverfahren für Verbindungen (2006-07)
- EN 12094-9: Anforderungen und Prüfverfahren für spezielle Branderkennungselemente (2003-06)
- EN 12094-10: Anforderungen und Prüfverfahren für Druckmessgeräte und Druckschalter (2003-07)
- EN 12094-11: Anforderungen und Prüfverfahren für mechanische Wägeeinrichtungen (2003-06)
- EN 12094-12: Anforderungen und Prüfverfahren für pneumatische Alarmgeräte (2003-06)
- EN 12094-13: Anforderungen und Prüfverfahren für Rückflussverhinderer und Rückschlagventile (2001-06+AC:2002)
- EN 12094-16: Anforderungen und Prüfverfahren für Odoriergeräte für CO2-Niederdruckanlagen (2003-06)